# Corso Vittorio Emanuele (L'Aquila)
Corso Vittorio Emanuele, conosciuto anche come Corso Vittorio Emanuele II o più semplicemente il Corso, è la principale strada del centro storico dell'Aquila.
Cardo dell'impianto urbanistico rinascimentale, attraversa la città longitudinalmente da Piazza del Duomo fino a Piazza Battaglione Alpini L'Aquila e alla Fontana luminosa. Affiancata per un lungo tratto da portici ed interamente zona pedonale, è meta di passeggio e shopping.

## Storia
La strada, che si presenta interamente rettilinea, venne realizzata in momenti diversi anche tramite demolizioni e sventramenti dell'originale tessuto medievale cittadino. Secondo lo storico Raffaele Colapietra, l'area al momento del primo sviluppo urbanistico della città era occupata dagli orti dell'ex monastero celestino di Santa Maria dei Raccomandati, che ora si affaccia sul corso; il nucleo abitativo si concentrava intorno a piazza Santa Maria Paganica e via Garibaldi; successivamente con l'arrivo di nuove famiglie forestiere di mercanti, furono costruiti i palazzi lungo il corso lato nord, che fu noto anche come "corso Stretto", per differenziarlo dal nuovo corso che parte all'incrocio dei Quattro Cantoni, e che si conclude in piazza Duomo, molto più largo, soprattutto dopo le aperture degli anni 1927-34.
Nel XV secolo costituiva con corso Principe Umberto, con cui si incrocia nel punto detto dei Quattro Cantoni, il cuore dell'impianto cardo-decumanico rinascimentale e nei secoli successivi è stata allargata (XVII secolo) ed abbellita da portici (XIX secolo), specialmente nel tratto a ridosso di piazza del Duomo. Nel Novecento, infine, è stata oggetto di un lungo ed impegnativo progetto di sistemazione urbanistica che ha portato alla realizzazione della Fontana luminosa e delle testate curvilinee della Casa del Combattente e dell'edificio gemello prospiciente, che si pongono come propilei all'ingresso della città (1933-1927), oltre che del Palazzo dell'INAIL e dei nuovi portici a ridosso dei Quattro Cantoni (1935-1942), su via San Bernardino.
Il corso nei primi del '900 è stato reso carrabile da una piccola filovia, che arrivava sino al Castello, mentre a sud arrivava a piazza Duomo, e scendeva il corso Federico II sino a Porta Napoli, piegando per via XX Settembre; poi il servizio fu sospeso nel 1927.
Tra il 2022 e il 2023 sono stati portati avanti dei lavori di riqualificazione dell'intera arteria a seguito del terremoto del 2009, anche se alcuni dei palazzi affacciati sulla strada non erano ancora stati sottoposti a lavori di restauro post-sisma. La riqualificazione ha riguardato in particolare l'illuminazione pubblica e la pavimentazione; per quest'ultima, l'asfalto post-terremoto, che aveva sostituito i sampietrini, è stato a sua volta rimosso e rimpiazzato da lastre di pietra locale bianca.

## Descrizione
Nel complesso la strada ha una lunghezza complessiva di circa 550 metri — calcolati tra piazza Battaglione Alpini e l'immissione in Piazza del Duomo — nei quali lambisce alcune delle architetture più interessanti del capoluogo. Per le sue differenti caratteristiche nella parte settentrionale, fino ai Quattro Cantoni, (stretta e priva di portici) e meridionale (più larga e porticata) è d'uso comune distinguere i due tratti con i nomi di corso stretto e corso largo.

### Da piazza Battaglione Alpini a piazza Regina Margherita

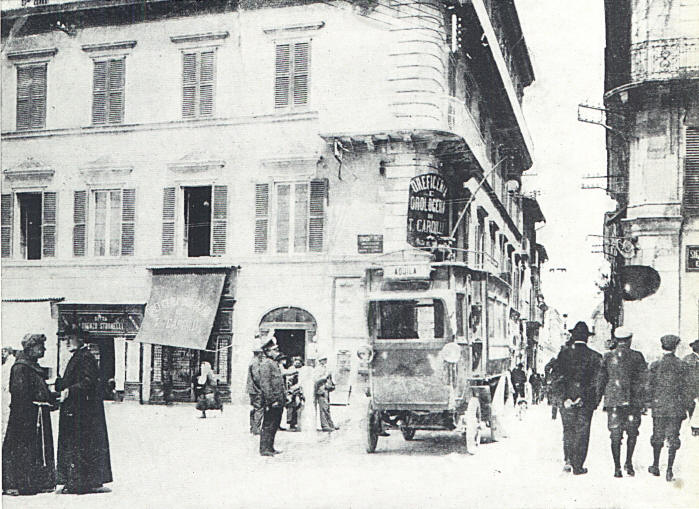
Sbocco del corso Vittorio Emanuele su piazza Duomo nel 1924, in vista il palazzo Federico, prima dell'apertura dei portici

Corso Vittorio Emanuele ha inizio in piazza Battaglione Alpini, un grande slargo circondato solo per metà da edifici essendo aperto per un quarto al parco del Forte spagnolo e per il rimanente quarto alla zona degli impianti sportivi. La piazza è stata riqualificata completamente durante il fascismo, essendo appunto uno spiazzo introdotto in precedenza dalla cinta muraria di via Castello e Porta Paganica (andata demolita), la piazza è caratterizzata dalla presenza, al centro, della monumentale Fontana luminosa (1934) di Nicola D'Antino, composta da due nudi femminili in bronzo posti su una vasca a pianta circolare e sorreggenti la caratteristica conca abruzzese, che nelle ore notturne presenta un suggestivo gioco di luci, da cui il nome, ed è particolarmente apprezzata per il panorama che si ha verso il Gran Sasso.
Dalla piazza si costeggiano quindi:
- la Casa del Combattente (1937), edificio di stampo razionalista a tre piani con vistoso marcapiano, opera di Achille Pintonello. Si tratta della prima opera pubblica cittadina ad impiegare l'ossatura in calcestruzzo come testimoniato dal ritmo serrato delle finestre[6];
- Palazzo Leone, edificio gemello della Casa del Combattente, posto sulla sinistra del corso, che insieme alla Casa del Combattente costituisce un'apertura scenica alla strada grande;
- Palazzo Paone Tatozzi (XVIII secolo), posto subito dopo il palazzo Leone, sulla destra, affacciato su piazza Regina Margherita;
- Palazzo Lucentini Bonanni (1588).

Si giunge infine a piazza Regina Margherita, all'incrocio con via Castello e via Garibaldi. Si tratta una piccola piazza alberata dedicata alla memoria della prima regina d'Italia Margherita di Savoia e caratterizzata dalla Fontana del Nettuno (1881) posta al centro di un monumentale fronte, con materiale di scarto della facciata della chiesa di San Francesco, che era in Piazza del Palazzo, distrutta pochi anni prima per realizzare l'edificio della Biblioteca provinciale, accanto al palazzo delle Corporazioni.

### Da piazza Regina Margherita ai Quattro Cantoni

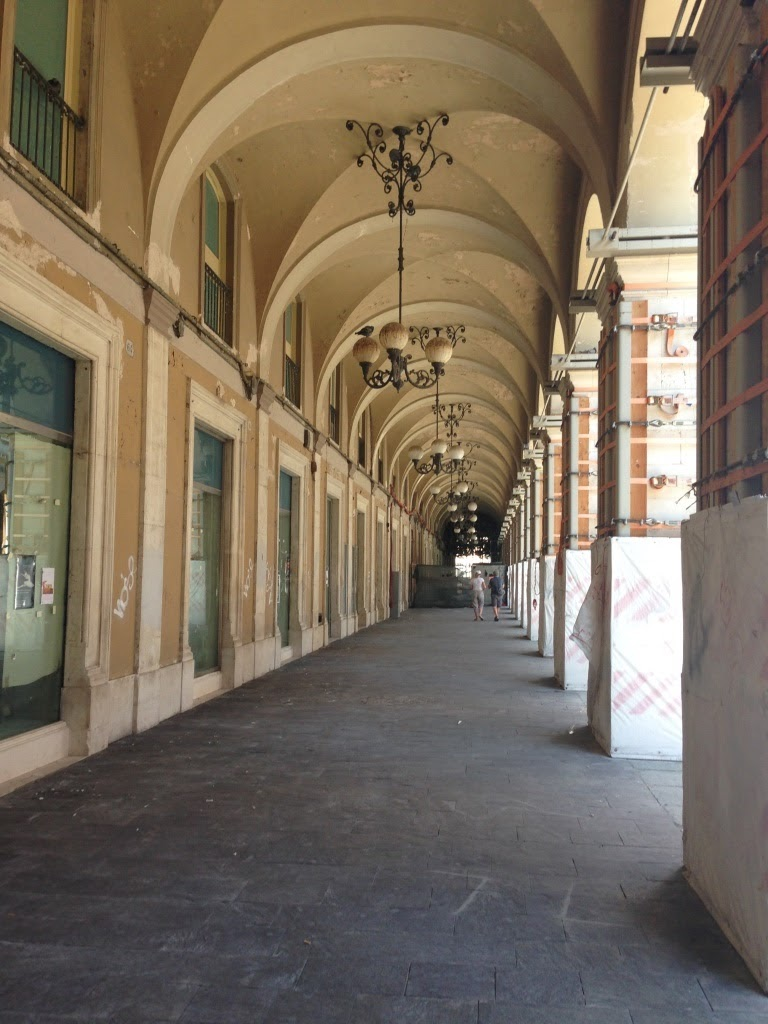
Portici del Corso presso i Quattro Cantoni.

Appena superata la piazza è l'incrocio con via Leosini che conduce alla chiesa di Santa Maria Paganica, chiesa capoquarto del rione storico di Santa Maria che sorge sul punto più elevato della città e presenta un impianto settecentesco dovuto alla ricostruzione avvenuta dopo il terremoto del 1703. Altri incroci sono via Bominaco, via Mazzini, via Garibaldi, via Navelli.
Successivamente si costeggiano:
- Palazzo Cricchi (XVII secolo);
- Palazzo Burri Gatti (XV secolo);
- il Museo archeologico di Santa Maria dei Raccomandati (XV secolo), ricavato dall'ex convento dei Celestini;
- Palazzo Di Paola (XVII-XVIII secolo);

Si sfocia infine nei Quattro Cantoni, nome popolare dell'incrocio con il decumano formato da corso Principe Umberto (che porta a Piazza del Palazzo) e via San Bernardino (che porta all'omonima basilica). Lo slargo è caratteristico per presentare, nei suoi quattro angoli (o cantoni) differenti stili architettonici a testimonianza delle trasformazioni urbanistiche della città. Sul lato di sud est è il Palazzo del Convitto (1883), imponente edificio neoclassico abbellito da portici costruito sulle fondamenta della chiesa e convento di San Francesco, sede storica del Liceo Ginnasiale e della Biblioteca Tommasiana, la principale della regione. Sul lato di sud ovest è il Palazzo dell'INA di stampo razionalista a pianta quadrata e a tre piani con portici sottostanti. Sul lato di nord ovest è il Palazzo Fibbioni (XV secolo) mentre su quello di nord est è il Palazzo Ciolina con, alla base, il monumento ad Umberto I di Savoia.
Altra architettura razionalista, accanto al palazzo INAIL, è l'ex Banca di Napoli, costruita nello stesso periodo, attuale sede della Banca dell'Adriatico, con dei portici.

### Dai Quattro Cantoni a piazza del Duomo

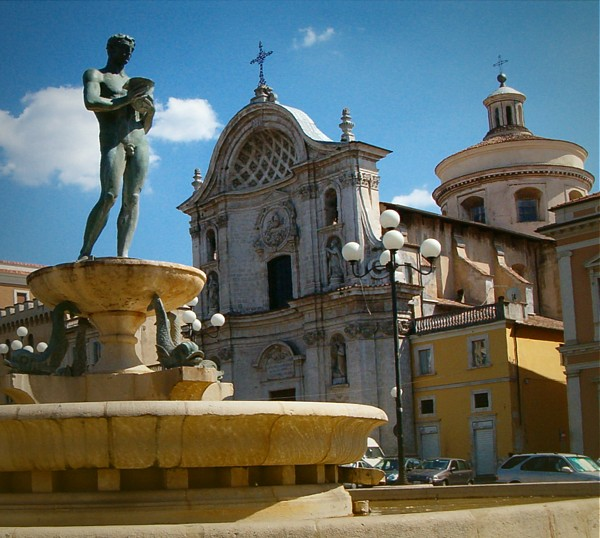
Piazza del Duomo con la Fontana vecchia e la chiesa delle Anime Sante, estremità meridionale del Corso.

Superando i Quattro Cantoni si costeggiano:
- Palazzo Pica;
- il Palazzo della Camera di Commercio, su preesistenza Pica-Angelini, con i portici, collegato al Palazzo del Convitto Nazionale e al palazzo Federici;
- Palazzo Cappa Cappelli;
- Palazzo Cipolloni Cannella (XV secolo) d'origine rinascimentale con cortile a loggiato[8];
- Palazzo Federici, tra il corso e la piazza Duomo, modificato con l'apertura dei portici nel 1930 ca..

La strada termina in piazza del Duomo, la maggiore della città di cui è il centro sociale e religioso ospitando la cattedrale di San Massimo (XIII secolo ma più volte restaurata), l'Arcivescovado (XVIII secolo) con cortile interno e relativo Oratorio di San Luigi Gonzaga e la chiesa delle Anime Sante (XVIII secolo) dalla suggestiva facciata concava e abbellita dalla cupola del Valadier oltre che il mercato cittadino che ivi ha la sua sede sin dal 1303. La piazza è abbellita da due fontane gemelle, opera di Nicola D'Antino. Da qui parte la strada di Costa Masciarelli che conduce a Porta Bazzano e quindi alla basilica di Santa Maria di Collemaggio.
A margine di piazza del Duomo, Corso Vittorio Emanuele sfocia in Corso Federico II.

## Galleria d'immagini
La galleria segue le architetture dall'ingresso del corso da piazza Battaglione, fino a piazza Duomo.

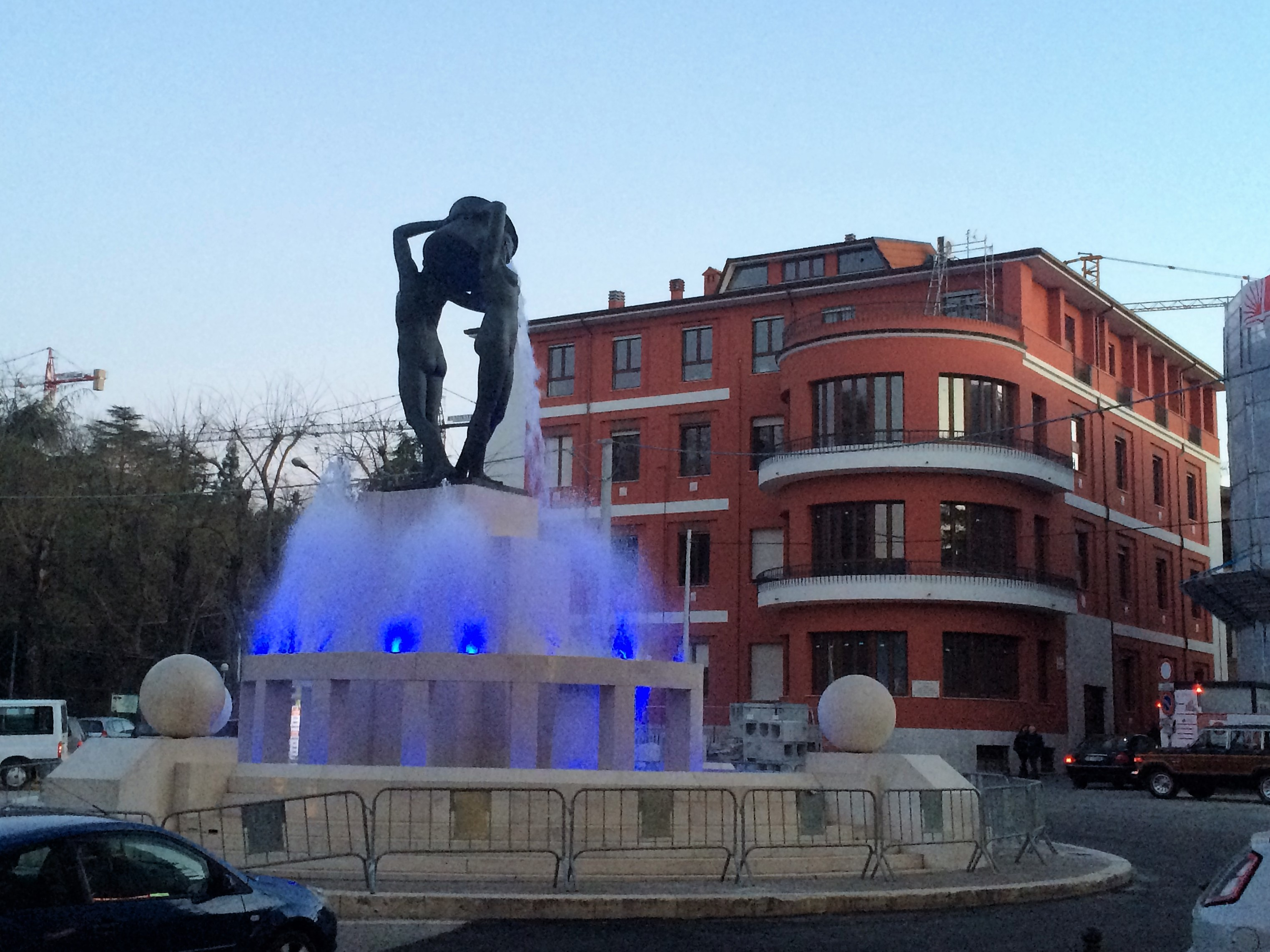
Piazza Battaglione degli Alpini, Fontana luminosa di Nicola D'Antino e palazzo Leone, gemello della Casa del Combattente, all'altro lato dell'ingresso
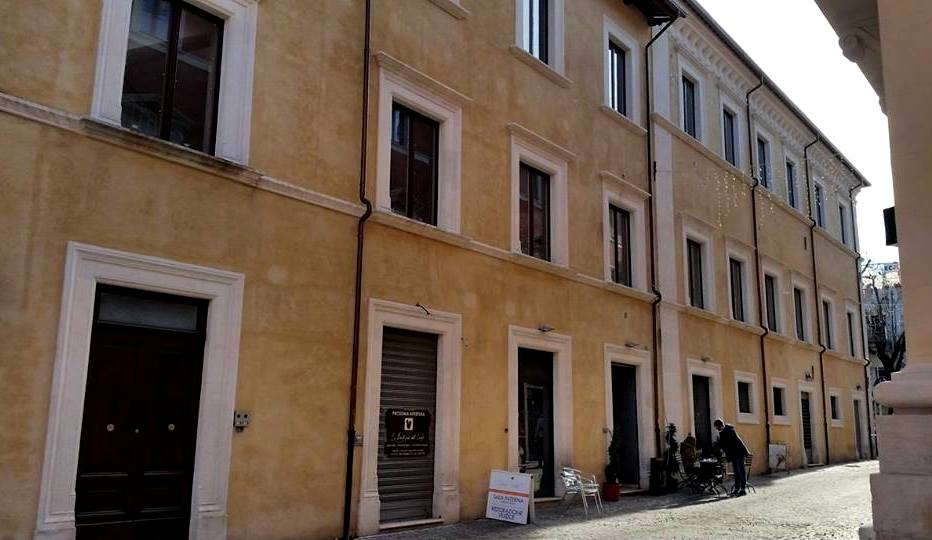
Palazzo Lucentini Bonanni
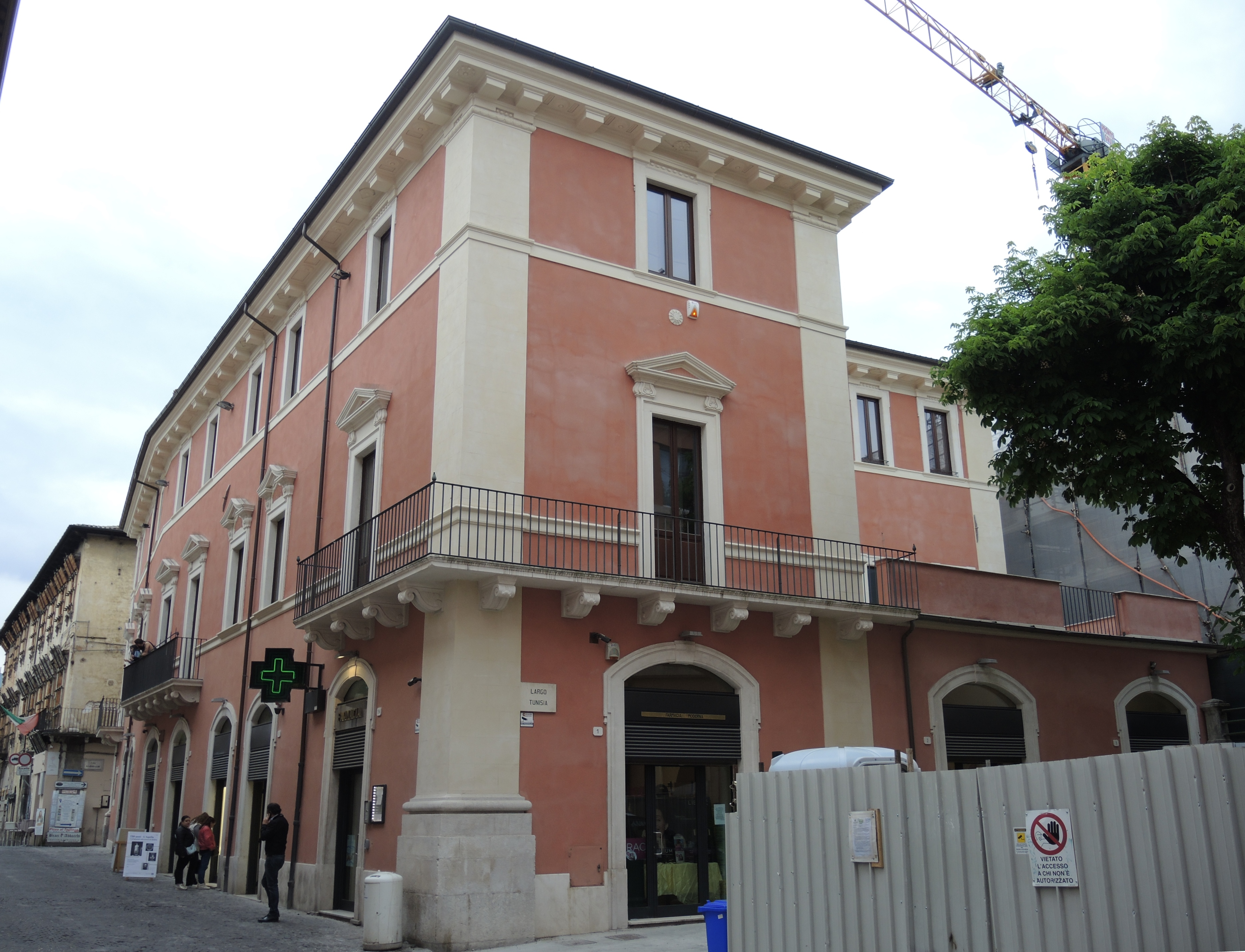
Palazzo Paone Tatozzi
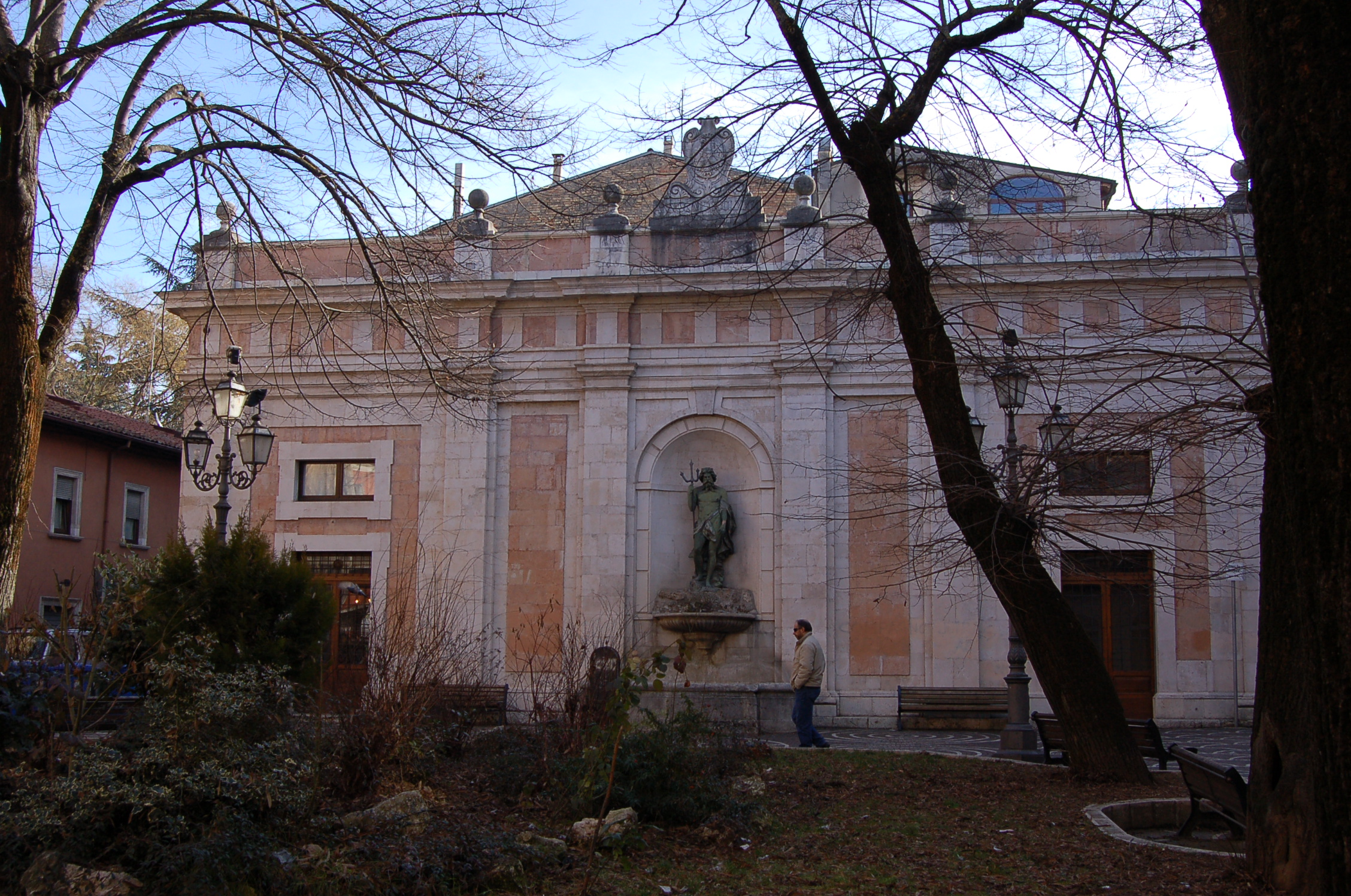
Piazza Regina Margherita e fontana del Nettuno
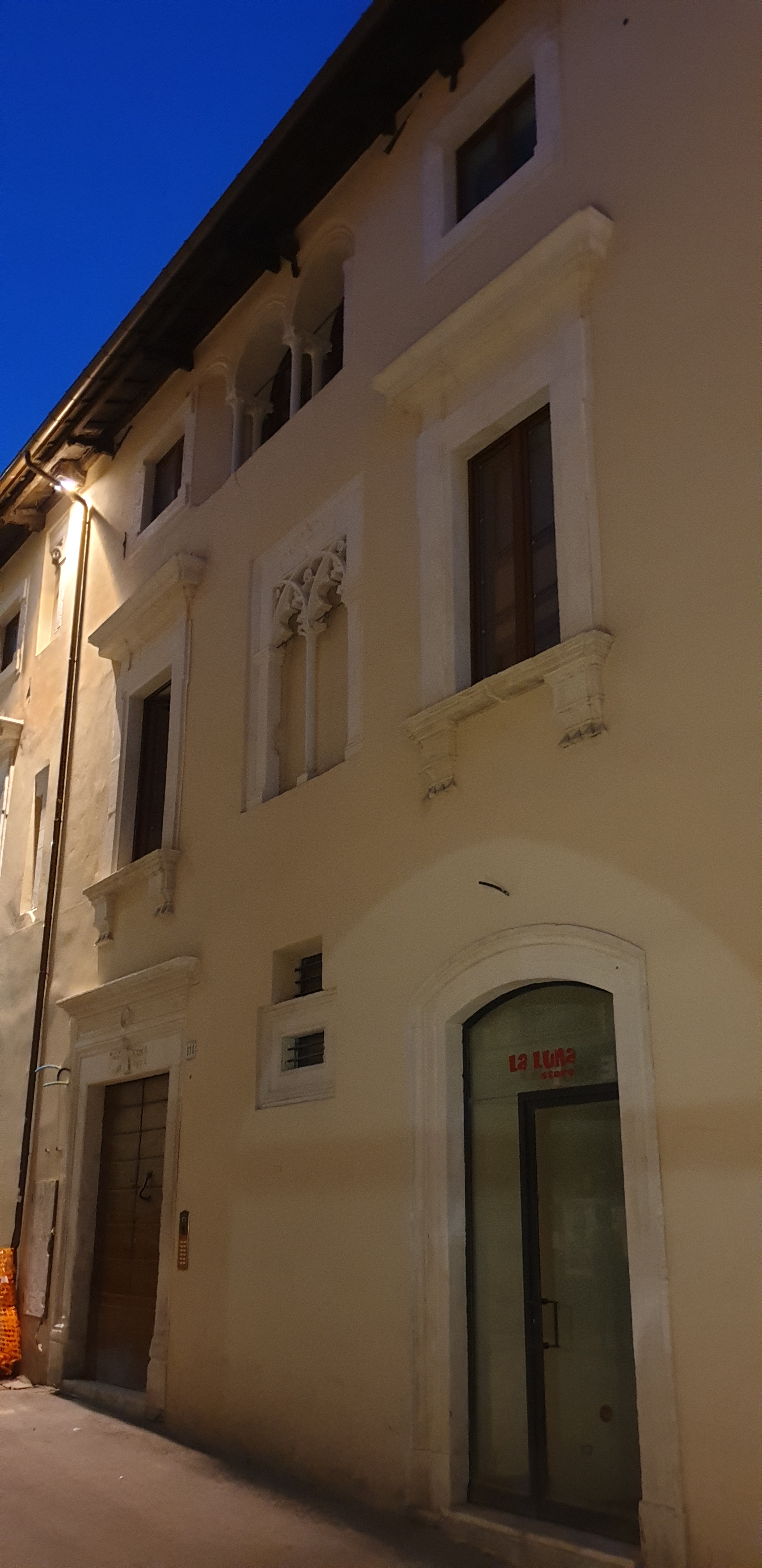
Palazzo Burri-Gatti
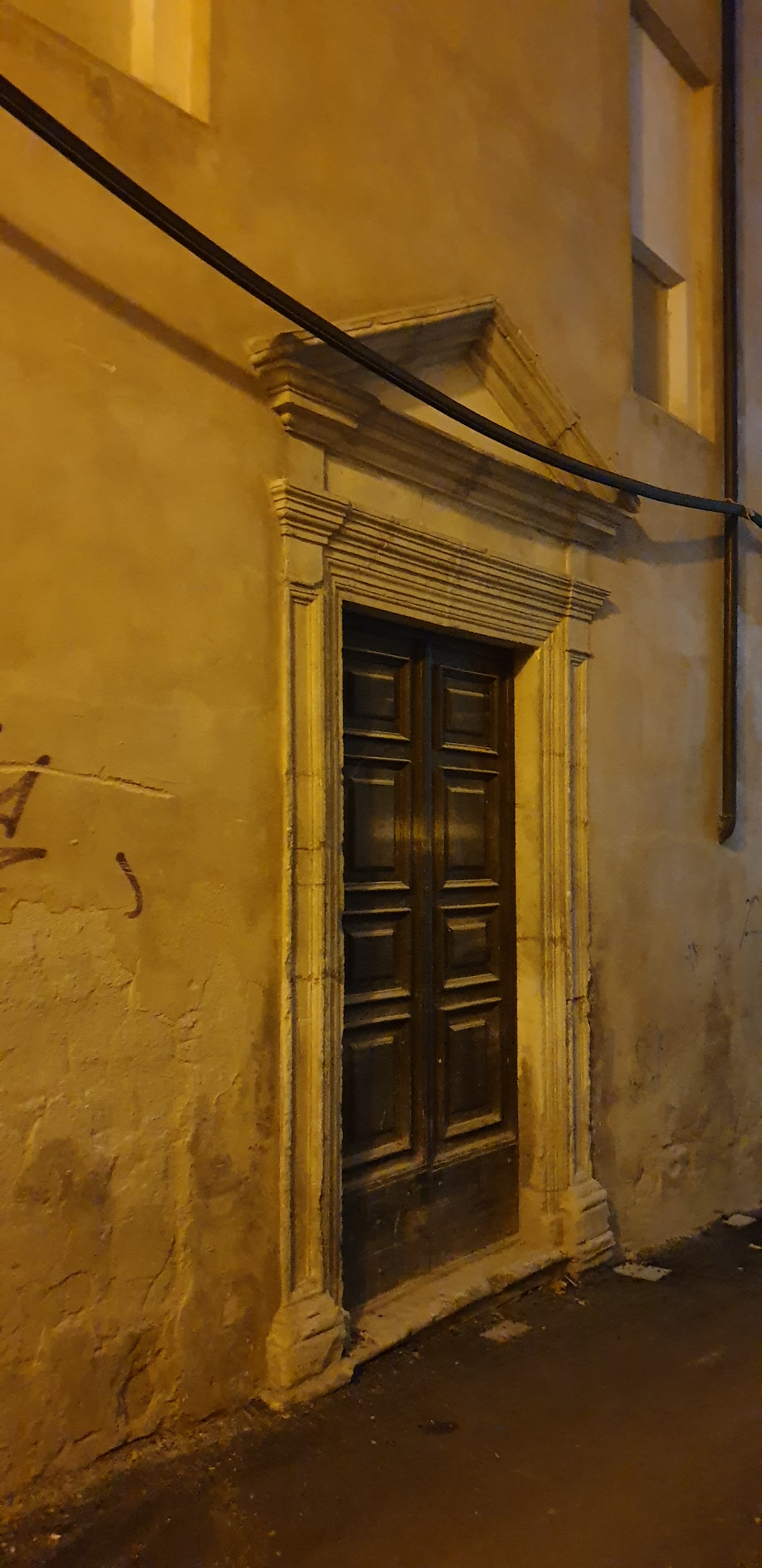
Ingresso vecchio dell'ex convento di Santa Maria dei Raccomandati, via Accursio
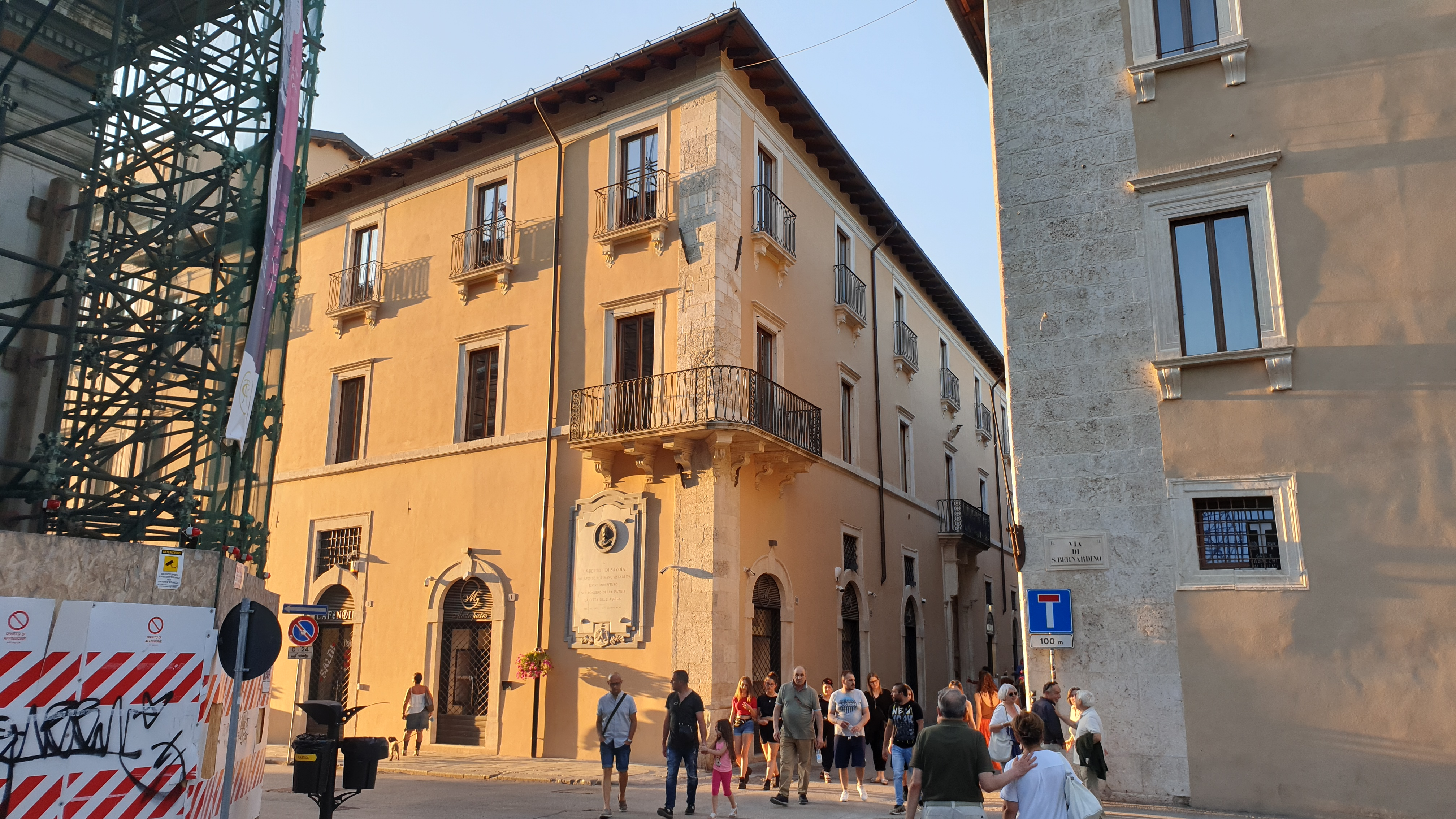
I Quattro Cantoni: in vista palazzo Ciolina-Ciampella (sinistra) e sulla destra parte del palazzo Fibbioni Lopez, su via San Bernardino
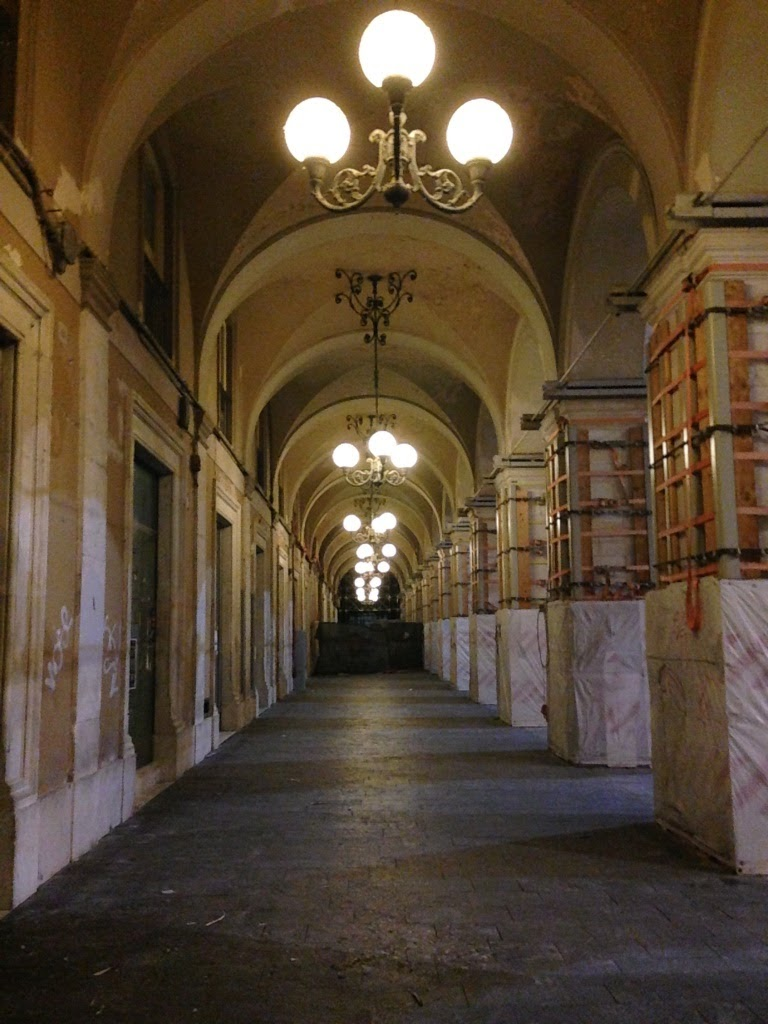
Portici della Camera di Commercio e del Convitto Nazionale
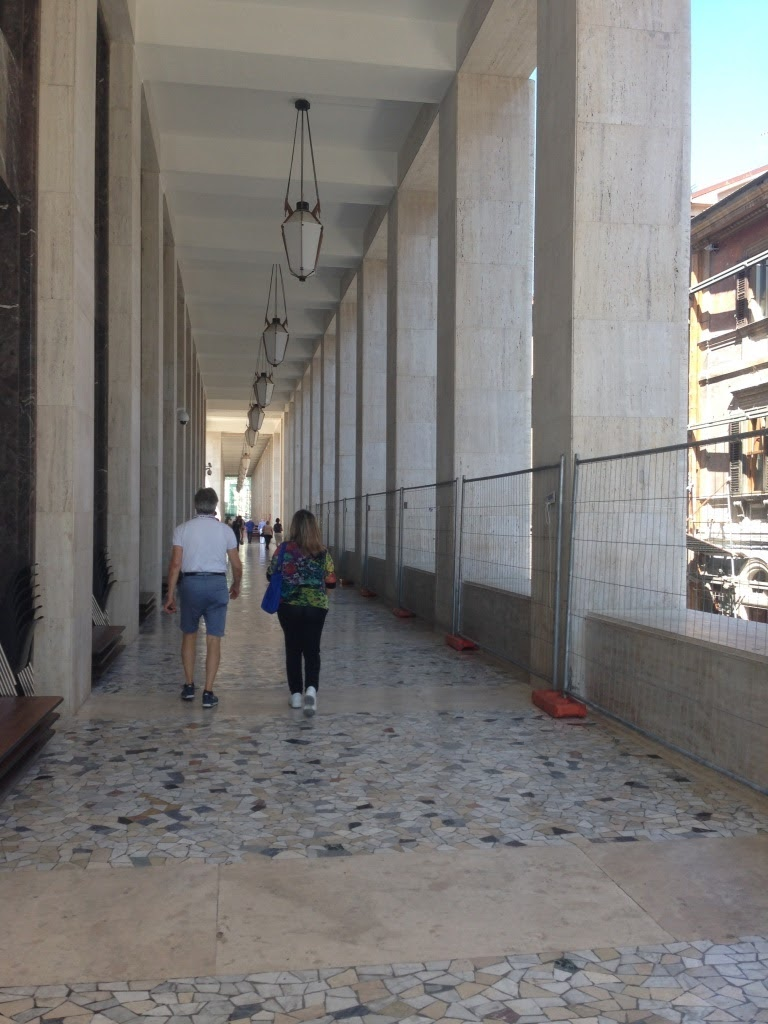
Portici dell'INAIL, via San Bernardino
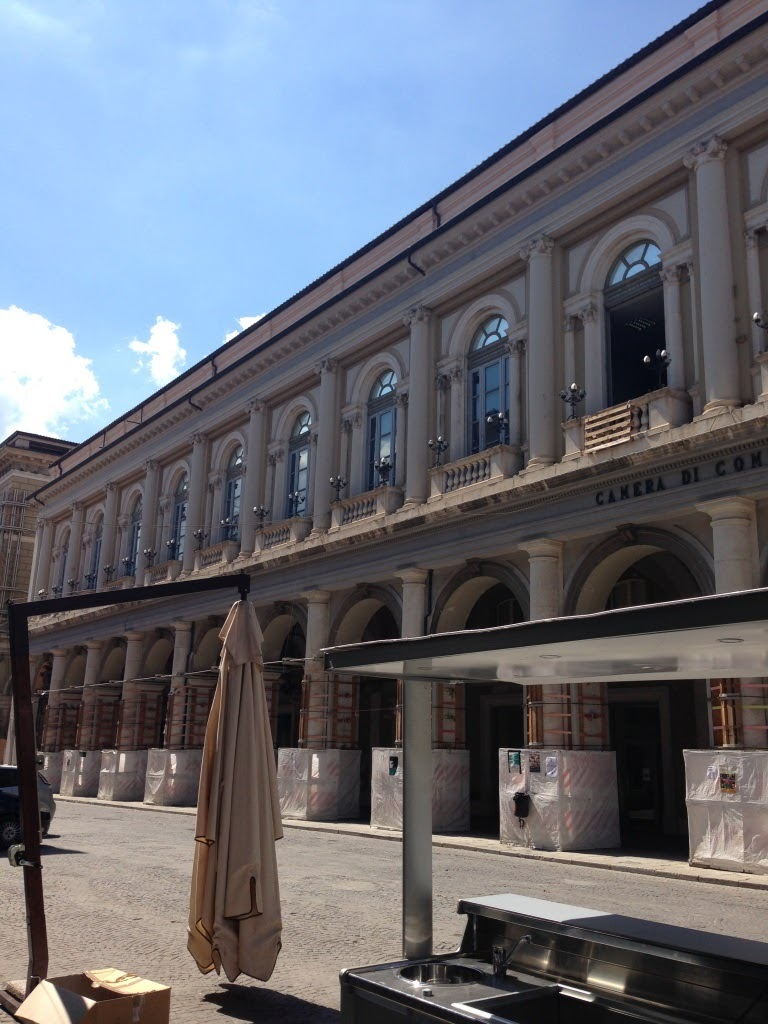
Palazzo del Convitto Nazionale, porzione che ospitava la Camera di Commercio
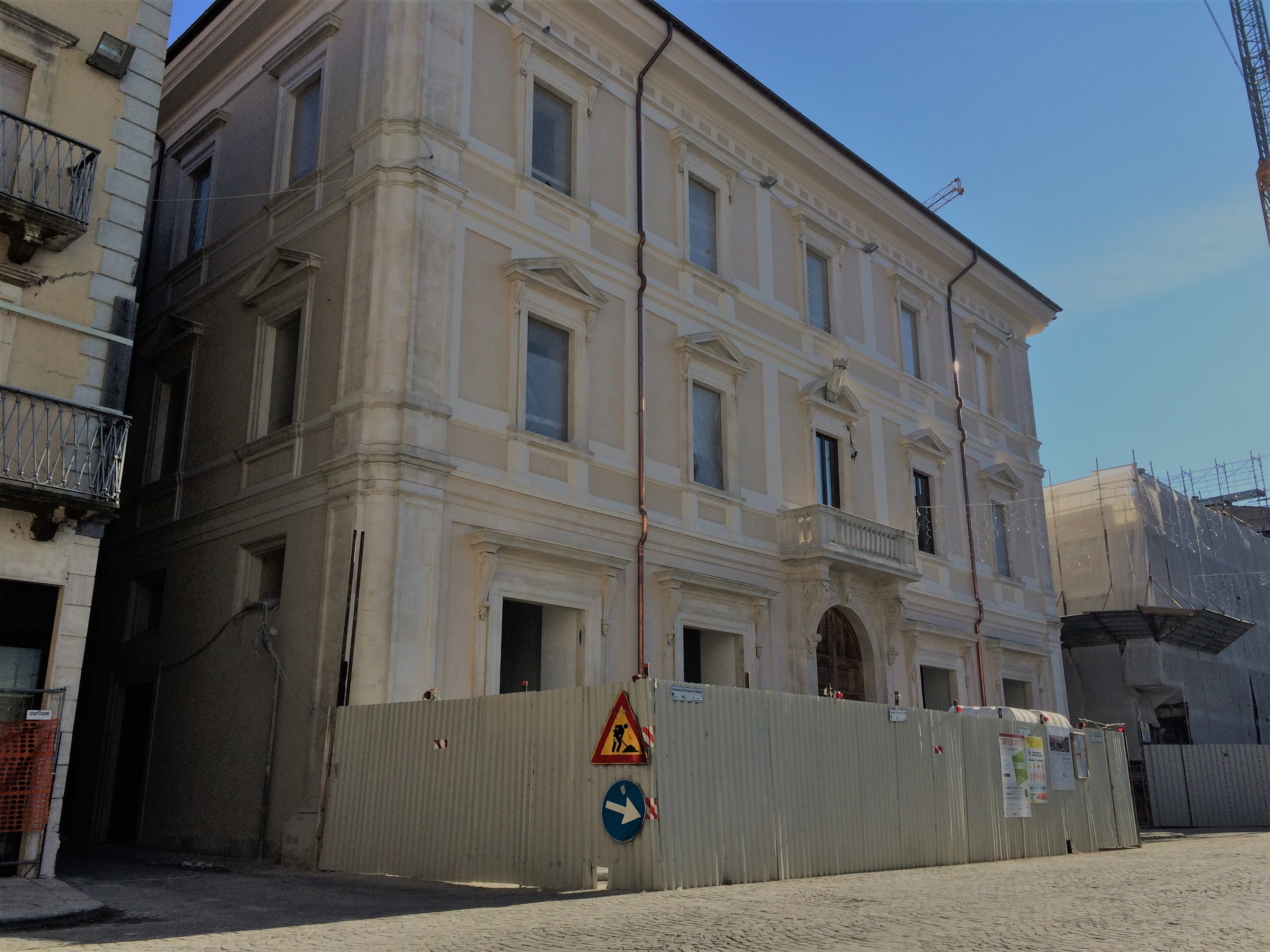
Palazzo Betti
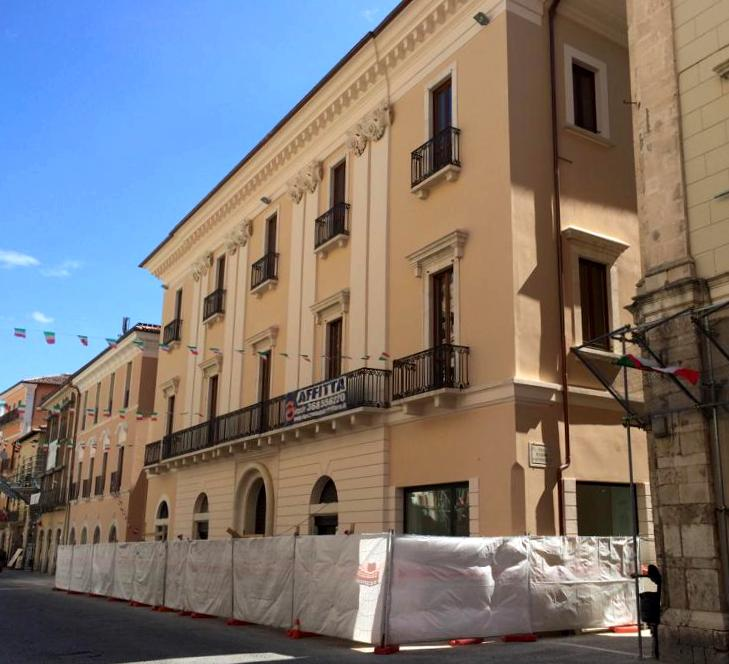
Palazzo Cappa Cappelli